# Lancer de corde
Le lancer de corde est une manœuvre de corde, difficile et aléatoire, autrefois employée en alpinisme.

## Technique
Le lancer de corde consiste à projeter, à la main ou à l'aide d'un instrument, une corde formant boucle sur un becquet ou un bloc rocheux.

## Histoire
Le lancer de corde a surtout été utilisé dans les débuts de l'alpinisme. Edward Whymper préconisait en outre l'utilisation d'un grappin et de nombreux sommets, tels que l'aiguille du Fou, ont été atteints en ayant recours à des lancers forts délicats. Lors de la tentative victorieuse à l'aiguille de la République en 1904 par H.E. Beaujard avec le guide Joseph Simond, ce dernier utilisa une arbalète afin de faire passer une corde à nœuds par-dessus le bloc sommital, une cinquantaine de mètres au-dessus d'eux. 